# Eirik Holmen Johansen
Eirik Holmen Johansen (Tønsberg, 12 luglio 1992) è un calciatore norvegese, portiere dello Strømsgodset.

## Biografia
Suo fratello, anch'egli calciatore, si chiama Tobias Holmen Johansen. Al momento del loro trasferimento in Inghilterra, furono seguiti dalla mamma Anne Louise e dai fratelli minori Herman e Jakob.

## Carriera

### Club
Holmen Johansen si trasferì al Manchester City nell'agosto 2008, venendo aggregato alla formazione giovanile del club. Si trasferì assieme a suo fratello Tobias, entrambi provenienti dal Tønsberg. Il 7 luglio 2012, annunciò su Twitter d'aver rinnovato il contratto con i Citizens per altre tre stagioni. Il 7 marzo 2013, passò in prestito allo Scunthorpe United, per un mese, disputando otto partite.
Il 20 gennaio 2014, passò in prestito al Sandefjord. Inizialmente, il calciatore sarebbe dovuto rimanere al Sandefjord fino al 1º agosto: visto l'ampio spazio concessogli, però, il Manchester City lo lasciò in squadra per l'intera stagione.

### Nazionale
Holmen Johansen fu convocato per la prima volta nella Norvegia under 21 in data 21 settembre 2011, per le sfide valide per le qualificazioni al campionato europeo Under-21 2013, contro Azerbaigian under 21 e Inghilterra under 21. Il forfait del portiere titolare Arild Østbø gli permise di giocare il primo match il 6 ottobre, difendendo i pali della formazione scandinava nel successo per 2-0 contro i pari età azeri. Il 7 maggio 2013, fu incluso nella lista provvisoria consegnata all'UEFA dal commissario tecnico Tor Ole Skullerud in vista del campionato europeo Under-21 2013. Il 22 maggio, il suo nome fu però escluso dai 23 calciatori scelti per la manifestazione.

## Palmarès

### Club

#### Competizioni nazionali
- Community Shield: 1

Manchester City: 2012
- 1. divisjon: 2

Sandefjord: 2014
Brann: 2022
- Coppa di Norvegia: 1

Brann: 2022-2023